# Toyohiro Akiyama
Toyohiro Akiyama (en japonés: 秋山豊寛, Akiyama Toyohiro, 22 de julio de 1942) es un periodista de televisión japonesa más conocido por su viaje a la estación espacial Mir a bordo de una nave Soyuz rusa, en 1990.
Nacido en Setagaya, Tokio, Japón. Después de graduarse en la International Christian University, se convirtió en un reportero de la compañía de televisión japonesa TBS (Tokyo Broadcasting System), y también trabajó para el Servicio Mundial de la BBC entre 1967 y 1971.
Fue seleccionado para entrenamiento el 17 de agosto de 1989, como periodista, patrocinado por TBS. Completó un curso de entrenamiento en investigación en el Centro Gagarin de entrenamiento de cosmonautas. Voló en la misión Soyuz TM-11 a la Mir en diciembre de 1990, de regreso en la Soyuz TM-10 pasando un total de 7 días, 21 horas y 54 minutos en el espacio, convirtiéndose en el primer ciudadano japonés en el espacio. El primer astronauta profesional japonés fue Mamoru Mohri.
Después de su vuelo espacial, se convirtió en Director Adjunto de la División de TBS News. En 1995, renunció de TBS para perseguir intereses privados.
Sus pasatiempos incluyen vela, senderismo, natación, más tarde, también se convirtió en un aeronauta activo. Está casado y tiene dos hijos.